# Clase Anshan
Los destructores Clase Anshan fueron los primeros destructores de la Armada del Ejército Popular de Liberación (AEPL). Estaba compuesta por cuatro unidades de la Clase Gnevny, ex soviéticos, adquiridos durante la década de 1950. Luego se le añadieron misiles antibuque HY-2 y se removieron algunos de los tubos lanzatorpedos.
Los Anshan fueron retirados de servicio activo en la década de 1990, pero mantenidos como buques de entrenamiento y como buques museo. La Armada mantiene su propiedad sobre los buques mediante instituciones financiadas por la misma.
Luego de 1949 la AEPL negocio con Gran Bretaña a través de HK la compra de algunos buques y botes de segunda mano, pero las negociaciones se terminaron con el inicio de la guerra de Corea. Así que las autoridades chinas negociaron con la Unión Soviética la adquisición de cuatro destructores usados por 17 toneladas de oro.

## Unidades
| Número de gallardete | Nombre           | Antiguo nombre               | Comisionado          | Estatus actual                                               |
| -------------------- | ---------------- | ---------------------------- | -------------------- | ------------------------------------------------------------ |
| 101                  | Anshan (鞍山)    | ex-Rekordniy (Рекордный)     | 4 de octubre de 1954 | Buque museo en Qingdao desde 1992.                           |
| 102                  | Fushun (撫順)    | ex-Rezkiy (Резкий)           | 4 de octubre de 1954 | Desguazado en 1989.                                          |
| 103                  | Changchun (长春) | ex-Reshitelniy (Решительный) | 28 de junio de 1955  | Buque museo en Rushan desde 1990.                            |
| 104                  | Taiyuan (太原)   | ex-Retiviy (Ретивый)         | 28 de junio de 1955  | Buque escuela estacionario, en el instituto Naval de Dalian. |